# Balada en tres tiempos para contrabajo y frases cotidianas

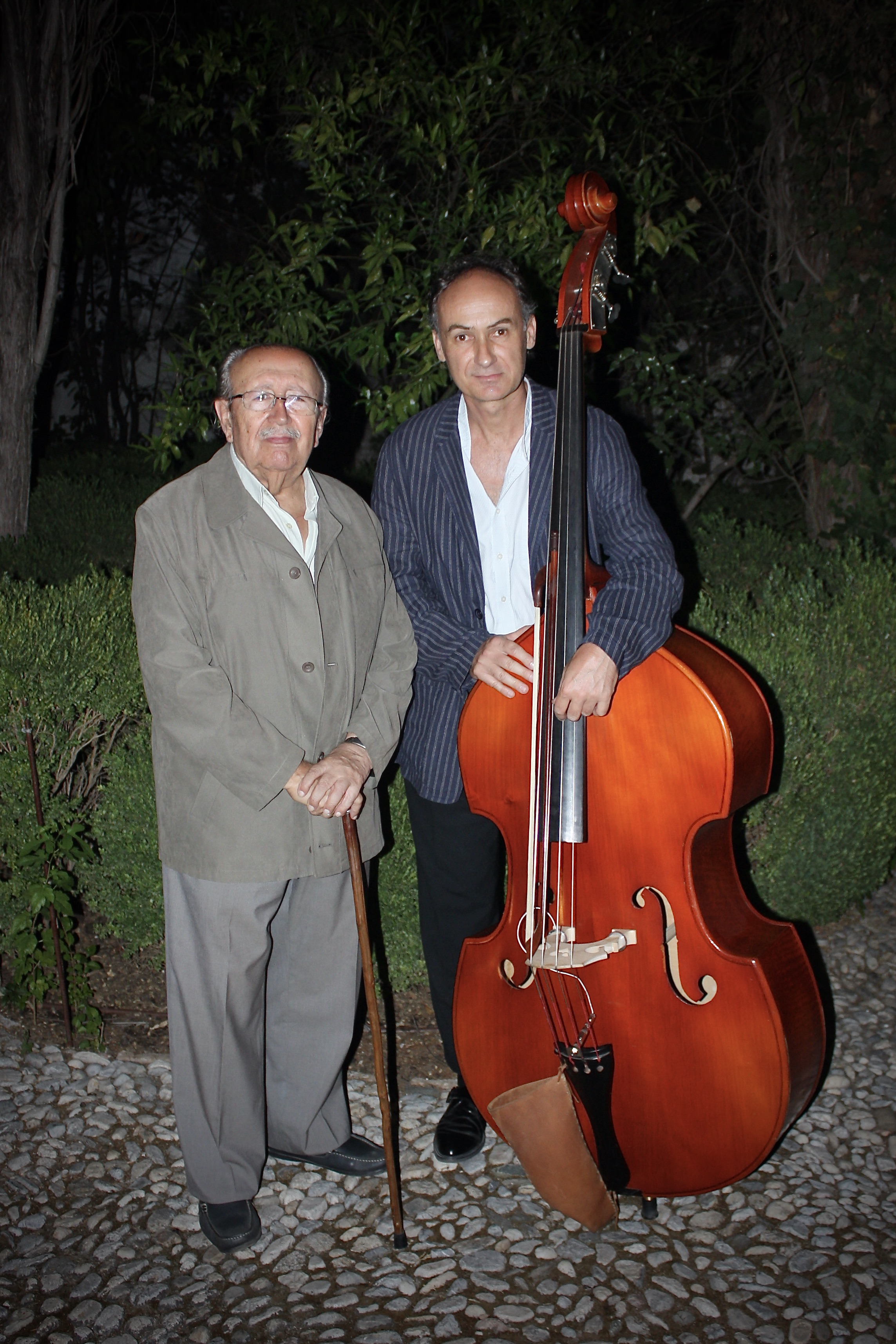
Rafael Guillén y Xavier Astor en 2012

El libro en formato cuaderno con poemas y partituras Balada en tres tiempos para contrabajo y frases cotidianas (2013) y el disco en formato CD del mismo título (2021), son la publicación de la pieza a dúo del poeta Rafael Guillén y del músico Xavier Astor. 
Estructurada como un diálogo, la obra se articula en tres movimientos o tiempos cronológicos –Hoy, Ayer, Mañana–, constando en total de nueve poemas que son seguidos de otras tantas piezas escritas para contrabajo solo. Cada uno de los poemas parte, en su primer verso, de una frase de uso frecuente cuya cotidianidad contrasta o deriva en el posterior desarrollo poético del texto.
La publicación discográfica incluye también, en su último corte, Las calles vacías, poema de 2020 dedicado al periodo de Estado de Alarma motivado por el covid-19 y que el músico acompaña, en esta ocasión, con los sonidos producidos en un gong.

## Historia
El estreno de la obra tuvo lugar, por encargo del Centro Andaluz de las Letras, el 4 de septiembre de 2012 en los jardines de la Casa de los Tiros de Granada (España). Posteriormente, su interpretación se reprodujo en diferentes escenarios como la Casa Molino de Ángel Ganivet o el Auditorio Manuel de Falla de la capital nazarí.
En 2013 apareció publicado el volumen en formato cuaderno con el mismo título que incluía los nueve poemas y partituras para contrabajo solo.
La grabación discográfica también data de 2013 y fue realizada en los estudios de Producciones Peligrosas (Granada, España) con el técnico Pablo Sánchez. Sin embargo, el disco salió a la luz ocho años después en la edición realizada por Fundación Omnia. Excepcionalmente, Las calles vacías fue registrada pocos meses antes de la publicación del álbum en casa del poeta y en el Auditorio Manuel de Falla de Granada. El editor contó con el diseñador Enrike Gharés para las cubiertas e interiores.
La presentación del disco se efectuó en el Auditorio Manuel de Falla de Granada el 30 de noviembre de 2021. Tras las palabras de la concejala de Cultura y Patrimonio del Ayuntamiento de Granada, María de Leyva, intervinieron los poetas Joaquín García Tirado y Joan Manresa, que substituían a Rafael Guillén en la lectura, acompañados por Xavier Astor al contrabajo y gong.

## Cortes del disco
1. Balada en tres tiempos (título)
Hoy
2. A ver qué pasa
3. En el fondo
4. Estoy esperando una llamada
Ayer
5. Estuvo a punto
6. Pasaba por allí
7. No te preocupes
Mañana
8. Un día hemos de ir
9. Te invitaré a cenar
10. Qué vamos a decirle
11. Las calles vacías